# في سوس
في سوس (بالإنجليزية: Vsauce) هي قناة تعليمية على موقع مشاركة الفيديوهات يوتيوب. تشتهر القناة بالمواضيع العلمية والشبابية. مايكل ستيفنس هو مؤسس هذه المحطة. في 30 يوليو 2007 كان اسم Vsauce مسجل على اليوتيوب من قبل شخص لم يستعمل الحساب مطلقا، وبعد ذلك في 2010 قام مايكل ستيفنز بتأسيس القناة والتي كانت في البداية متركزة على ألعاب الفيديو وكان يقدمها العديد من المضيفين، لكن بعد مدة برز مايكل كالمقدم الأول للقناة، ليتم بعد ذلك تأسيس قناة Vsauce2 وVsauce3 بمقدمين آخرين.
بدأ مايكل ستيفنز تقديم سلسلة Mind Field التي تركز على تقديم بعض المواضيع السيكولوجية بطريقة مبسطة في 18 يناير 2017، وكانت الحلقة الأولى من السلسلة بعنوان Isolation وهي تجربة جريئة لتجربة أثر العزلة لمدة ثلاثة أيام على الشخص من الناحية النفسية والجسدية، حظي فيديو السلسلة الأول باستقبال جيد جدًا وحقق أكثر من 10 ملايين مشاهدة حتى الآن، تعرض باقي حلقات السلسلة ضمن برنامج يوتيوب Red المتاح في الولايات المتحدة الأميركية فقط مقابل اشتراك شهري. 

## قنوات
فيسوس1: قناة الفيسوس، والمعروفة أيضا بفيسوس1، للتفريق بينها وبين القنوات الأخرى، يقدمها المؤسس مايكل ستيفنس، وتضم فيديوهات عن العلوم، الرياضيات، علم النفس والفلسفة.
فيسوس2: يقدّمها ستيفن ليبر، وتغطي مواضيع متعلقة بالمفارقات الرياضية (paradoxes) ومعلومات غريبة.

فيسوس3: ومقدمها هو جايك روبر. فيسوس 3 هي قناة مخصصة للعوالم الخيالية والعاب الفيديو.
في 28 نوفمبر 2015 كشف جايك انه يعاني من الساركومة، نوع نادر من السرطان. وفي 19 ديسمبر أعلن انه قد بدأ العلاج والورم في ساقة ازيل بنجاح من خلال عملية جراحية.